# Pujie
Titres
Prétendant au trône de Chine
17 octobre 1967 – 28 février 1994
(26 ans, 4 mois et 11 jours)
Prétendant au trône du Manchoukuo
17 octobre 1967 – 28 février 1994
(26 ans, 4 mois et 11 jours)
Aisin Gioro Pujie (愛新覺羅溥傑, 16 avril 1907 - 28 février 1994) est le frère de Puyi, dernier empereur de la dynastie Qing. Sa famille est originaire de Mandchourie.
Pujie habite à la Cité interdite de Pékin comme Puyi. Quand celui-ci est expulsé, il est envoyé dans une école militaire au Japon. Ils sont tous les deux capturés, puis internés dans un camp de rééducation en Union soviétique après la chute du Mandchoukouo. Sa femme est une Japonaise nommée Hiro Saga et sa fille est Huisheng.